# Diamant phaéton
Neochmia phaeton
Espèce
Statut de conservation UICN

 LC  : Préoccupation mineure
Le Diamant phaéton (Neochmia phaeton) est une espèce de passereau de la famille des Estrildidae.

## Répartition
Il est originaire du nord de l'Australie et du sud de la Nouvelle-Guinée.

## Habitat
On le trouve couramment dans les savanes humides, et les zones arbustives humides subtropicales et tropicales.
On le trouve couramment aussi dans les forêts tempérées et les habitats de savane sèche. On peut également le trouver dans les forêts sèches et les mangroves dans les régions tropicales.